# Kaoru Ueda
Kaoru Ueda (japanisch 上田  薫, Ueda Kaoru; geb. 1928 in Tōkyō; gest. 2001) war ein japanischer Maler der Yōga-Richtung während der Shōwa- und Heisei-Zeit. Bekannt wurde er durch seine hyperrealistischen Bilder.

## Leben und Werk
Kaoru Ueda besuchte auf Wunsch seiner Eltern die Adels-Schule Gakushūin und absolvierte die Aufnahmeprüfung für ein Studium der Medizin an der Universität Chiba. Aber seine Neigung, Künstler zu werden, war sehr groß, und so nahm er nach Gesprächen mit dem ersten Direktor des neugegründeten Nationalmuseums für westliche Kunst, Tominaga Sōichi (富永惣一; 1902–1980), ein Studium an der „Tōkyō bijutsu semmon gakkō“, der heutigen Geidai, auf.
Nach Abschluss des Studiums erkrankte Ueda an TBC, konnte dann aber 1956 nach Amerika gehen, wo er auf dem internationalen Plakat-Wettbewerb der Hollywood-Firma Metro-Goldwyn-Mayer einen Preis gewann. 1958 hatte er eine Einzelausstellung in der Galerie Minami, die sich für moderne Kunst einsetzte. Pierre Soulages und Hans Hartung und andere Künstler der Richtung beeinflussten ihn, der sich nun auch der abstrakten Kunst zuwandte. Um seinen Lebensunterhalt zu sichern musste er jedoch ein Grafik-Design-Studio betreiben. So kam es, dass er ein Jahrzehnt sich künstlerisch nicht betätigen konnte.
Als Ueda die Vierzig überschritten hatte, begann er wieder sich mit Kunst zu beschäftigen. Er schuf nun hyperrealistische Bilder mit Themen der Umgebung, wie Eiscreme, Marmelade, Gelee, Löffel, Tassen, Eier, Wasser. Nach eigener Aussage machte Ueda dabei Gebrauch von Techniken, die er sich in seiner Designer-Zeit erarbeitet hatte. Auf der „Ausstellung Japan – Tradition und Gegenwart“ 1974 in Düsseldorf zeigte er in dieser Art gemalte „Frauenschuhe“ (1971), „Schmutzige Schuhe“ (1972), „Abgelaufenen Sohlen“ (1972) und „Ein Glas Wasser“ (1973).
1985 wurde Ueda Professor an der Universität Ibaraki und ab 1992 an dem Yamano College of Aesthetics (山野美容藝術短期大学; Yamano biyō geijutsu-tankidaigaku) in der Präfektur Tokio, dem er nach 1999 als Gastprofessor angehörte.